# Kazachstan na Zimowych Igrzyskach Olimpijskich 2002
Kazachstan na Zimowych Igrzyskach Olimpijskich 2002 reprezentowało 50 zawodników. Był to trzeci start Kazachstanu na zimowych igrzyskach olimpijskich.

## Wyniki reprezentantów Kazachstanu

### Biathlon
Mężczyźni
- Dmitrij Pantow

sprint - 79. miejsce
bieg indywidualny - 49. miejsce
Kobiety
- Jelena Dubok

sprint - 62. miejsce
bieg pościgowy - 30. miejsce
bieg indywidualny - 60. miejsce

### Biegi narciarskie
Mężczyźni
- Władimir Borcow

Sprint - 49. miejsce
30 km stylem dowolnym - 46. miejsce
- Nikołaj Czebot´ko

Sprint - 33. miejsce
20 km łączony - 22. miejsce
30 km stylem dowolnym - 39. miejsce
- Andriej Gołowko

15 km stylem klasycznym - 18. miejsce
20 km łączony - 21. miejsce
50 km stylem klasycznym - 23. miejsce
- Dienis Krywuszkin

Sprint - 42. miejsce
15 km stylem klasycznym - 37. miejsce
20 km łączony - 48. miejsce
- Andriej Niewzorow

20 km łączony - 15. miejsce
30 km stylem dowolnym - 18. miejsce
50 km stylem klasycznym - 13. miejsce
- Maksim Odnodworcew

Sprint - 50. miejsce
30 km stylem dowolnym - 37. miejsce
50 km stylem klasycznym - 34. miejsce
- Pawieł Riabinin

15 km stylem klasycznym - 42. miejsce
- Igor Zubrilin

15 km stylem klasycznym - 44. miejsce
50 km stylem klasycznym - 35. miejsce
- Andriej Gołowko
Paweł Riabinin
Nikołaj Czebot´ko
Andriej Niewzorow

sztafeta - 14. miejsce
Kobiety
- Swietłana Dieszewych

10 km stylem klasycznym - 33. miejsce
10 km łączony - 43. miejsce
30 km stylem klasycznym - 37. miejsce
- Natalja Isaczenko

Sprint - 51. miejsce
15 km stylem dowolnym - 49. miejsce
- Oksana Jacka

10 km stylem klasycznym - 24. miejsce
10 km łączony - 15. miejsce
15 km stylem dowolnym - 25. miejsce
30 km stylem klasycznym - 17. miejsce
- Swietłana Małachowa

10 km stylem klasycznym - 21. miejsce
10 km łączony - 24. miejsce
15 km stylem dowolnym - 33. miejsce
30 km stylem klasycznym - 16. miejsce
- Darja Starostina

Sprint - 53. miejsce
15 km stylem dowolnym - 45. miejsce
- Jelena Antonowa

10 km stylem klasycznym - 29. miejsce
10 km łączony - 47. miejsce
30 km stylem klasycznym - 32. miejsce
- Swietłana Dieszewych
Jelena Antonowa
Oksana Jacka
Swietłana Małachowa

sztafeta - 11. miejsce

### Hokej na lodzie
Kobiety
- Wiktorija Adyjewa, Lubow Aleksiejewa, Antonida Asonowa, Dinara Dikambajewa, Tatiana Chłyzowa, Olga Konyszewa, Olga Kriukowa, Nadieżda Łosiewa, Swietłana Malcewa, Jekatierina Malcewa, Olga Potapowa, Wiktorija Sazonowa, Jelena Sztielmajstier, Julija Sołowiowa, Oksana Tajkiewicz, Natalja Trunowa, Lubow Wafina, Swietłana Wasina, Natalja Jakowczuk - 8. miejsce

### Łyżwiarstwo szybkie
Mężczyźni
- Radik Bikczentajew

1500 m - 19. miejsce
5000 m - 19. miejsce
- Siergiej Cybienko

1000 m - 27. miejsce
1500 m - 16. miejsce
- Siergiej Iluszczenko

5000 m - 29. miejsce
- Władimir Kostin

1500 m - 39. miejsce
6000 m - 31. miejsce
- Nikołaj Uljanin

1500 m - 36. miejsce
Kobiety
- Anżelika Gawriłowa

1500 m - 32. miejsce
3000 m - 28. miejsce
- Ludmiła Prokaszewa

1000 m - 28. miejsce
3000 m - 16. miejsce
5000 m - DNF
- Marina Pupina

1500 m - 37. miejsce
3000 m - 27. miejsce

### Narciarstwo alpejskie
Mężczyźni
- Danił Anisimow

gigant - 53. miejsce
slalom - DNF
Kobiety
- Olesia Piersidska

gigant - DNF
slalom - 34. miejsce

### Narciarstwo dowolne
Mężczyźni
- Aleksiej Bannikow

jazda po muldach - 24. miejsce

### Skoki narciarskie
Mężczyźni
- Stanisław Filimonow

Skocznia duża - 30. miejsce
Skocznia normalna - 32. miejsce
- Pawieł Gajduk

Skocznia duża - 38. miejsce
Skocznia normalna - 44. miejsce
- Aleksandr Korobow

Skocznia duża - 46. miejsce
Skocznia normalna - 48. miejsce
- Maksim Połunin

Skocznia duża - 48. miejsce
Skocznia normalna - 38. miejsce
- Maksim Połunin
Stanisław Filimonow
Aleksandr Korobow
Pawieł Gajduk

sztafeta - 13. miejsce